# Lornay
Lornay är en kommun i departementet Haute-Savoie i regionen Auvergne-Rhône-Alpes i sydöstra Frankrike. Kommunen ligger i kantonen Rumilly som tillhör arrondissementet Annecy. År 2022 hade Lornay 585 invånare.

## Befolkningsutveckling
Antalet invånare i kommunen Lornay
| Referens: INSEE |